# Dovyalis abyssinica
Dovyalis abyssinica är en videväxtart som först beskrevs av Louis Claude Marie Richard, och fick sitt nu gällande namn av Otto Warburg. Dovyalis abyssinica ingår i släktet Dovyalis och familjen videväxter. Inga underarter finns listade i Catalogue of Life.